# Eli Borges
Eli Dias Borges (Ipameri, 19 de setembro de 1961), mais conhecido como Eli Borges é um contador e político brasileiro, filiado ao Partido Liberal (PL).

## Biografia
Obteve 48.812 votos totalizados (6,82% dos votos válidos), foi eleito deputado federal pelo Tocantins nas eleições de 2018, sendo reeleito em 2022.
No ano de 2024, tornou-se líder da bancada evangélica no Congresso Nacional.